# Speciální obec (Tchaj-wan)

Speciální obce vyznačeny červeně

Speciální obec (znaky 直轄市, pchin-jin č'-sia-š', tchajwansky ti̍t-hat-chhī) je centrálně spravovaná územně-správní jednotka nejvyšší úrovně ve správním systému Tchaj-wanu. Spadají pod přímou jurisdikci ústřední vlády, což jim umožňuje zřizovat vlastní agentury nebo zaměstnávat více úředníků, než okresy. Hrají důležitou roli v regionálním rozvoji a mají proto i více možností financování. Šest speciálních obcí jsou, v pořadí dle počtu obyvatel, města Nová Tchaj-pej, Tchaj-čung, Kao-siung, hlavní město Tchaj-pej, Tchao-jüan a Tchaj-nan.
Speciální obce jsou dle charakteru zástavby tvořeny jak hustě osídlenou městskou zástavbou, tak i venkovskými oblastmi. Speciální obce Kao-siung, Tchaj-čung, Tchao-jüan a Tchaj-nan byly vytvořeny sjednocením velkoměst s přilehlými okresy.